# Georg Geisler
Georg Geisler (ur. 27 lipca 1881 w Tarnowitz, zm. 1964) – niemiecki prawnik, urzędnik. Nadburmistrz Gliwic w latach 1925–1933.

## Życiorys
Syn notariusza i prawnika Max Geislera i jego żony Clary Neugebauer.
Geisler studiował prawo na Uniwersytecie Alberechta i Ludwiga. W 1900 roku został członkiem Corps Suevia Freiburg.
Uzyskał tytuł doktora nauk prawnych (dr iur.).
Po egzaminie asesorskim, w 1908 roku został pracownikiem w pruskim Ministerstwie Sprawiedliwości. W tym samym roku został wybrany do rady miejskiej Gliwic. W 1912 roku został wybrany na stanowisko burmistrza Gliwic. W roku 1925 objął funkcję Nadburmistrza. Był członkiem partii Centrum.
Po objęciu władzy przez nazistów, został usunięty ze stanowiska.
Odznaczony Krzyżem Zasługi Cywilnej, Orderem Franciszka Józefa oraz Krzyżem Zasługi Wojskowej.